# Diana Osorio
Diana Osorio (Ciudad de México, Meksiko - 14. studenoga 1978.) meksička je glumica.

## Životopis
Diana Osorio rodila se je 14. studenoga 1978. u Ciudad de Méxicu. Započela je karijeru 1999. godine, glumeći u televizijskoj seriji Tres mujeres. 2000. godine glumila je Marianu Garrai u televizijskoj seriji Siempre te amaré i Lupitu u televizijskoj seriji Carita de ángel. 2002. godine sudjelovala je u televizijskim serijama Mujer, casos de la vida real i El juego de la vida te u filmu Punto y aparte. 2007. godine utjelovljuje Pilar Álamo u telenoveli Zamka, a 2010. godine sudjeluje u telenoveli Gospodarica tvoga srca.

## Filmografija
- Gospodarica tvoga srca (2010.) kao Margarita Corona
- Zamka (2007.) kao Pilar Álamo
- Decisiones (2006.) kao Nancy
- El cuerpo del deseo (2005.) kao Valeria
- Velo de novia (2003.) kao Ximena Robleto
- Punto y aparte (2002.) kao Yadhira
- El juego de la vida (2002.) kao Carmela 'Carmelita' Pérez
- Mujer, casos de la vida real (2002.)
- Carita de ángel (2000.) kao Lupita
- Siempre te amaré (2000.) kao Mariana Garrai
- Tres mujeres (1999.) kao Veronica Toscano